# Lúcia Teixeira
Lúcia da Silva Teixeira Araújo (Sao Paulo,17 de junio de 1981) es una judoca brasileña con discapacidad visual (clase de discapacidad B2) que compite en la categoría -57 kg. Teixeira obtuvo dos medallas de plata, una en los Juegos Paralímpicos de Verano 2012, al perder ante Afag Sultanova de Azerbaiyán, y otra en los Juegos Paralímpicos de Verano 2016, donde fue derrotada por Inna Cherniak de Ucrania, quien se llevó la medalla de oro.
En 2015, fue uno de los tres atletas paralímpicos que participaron en un vídeo destinado a presentar a los brasileños a los Juegos Paralímpicos como un deporte para espectadores. La publicidad fue filmada con cámaras ocultas, y registra las reacciones de los espectadores cuando los tres paralímpicos entran a tres gimnasios como personas discapacitadas y luego impresionan a los observadores con sus habilidades. El vídeo atrajo a millones de espectadores y conocidos que nunca la reconocieron como medallista de plata de Londres.